# Baby (bài hát của Justin Bieber)
"Baby" là một bài hát của ca sĩ người Canada Justin Bieber, hợp tác với rapper người Mỹ Ludacris. Nó được phát hành dưới dạng đĩa đơn chủ đạo nằm trong album đầu tay của Bieber, My World 2.0. Ca khúc được sáng tác bởi Bieber, Ludacris, Christina Milian, Tricky Stewart (người đã làm việc với Bieber trong đĩa đơn trước đó "One Time") và ca sĩ nhạc R&B The-Dream, cùng sự chỉ đạo sản xuất của cả Stewart và The-Dream.

## Phong cách
Bài hát thể hiện sự lạc quan, điệu bài phù hợp với giọng ca của cậu. Bài hát có 1 điệp khúc là: "Baby baby ooh, I'm like baby baby ooh, I thought you'd always be mine". Bài hát còn có 1 đoạn của Ludacris khá ấn tượng: "When I was 13/I had my first love/She had me going crazy/Oh, I was star-struck/She woke me up daily/Don't need no Starbucks..."

## Video
Video được quay ở Los Angeles vào ngày 25 tháng 1 năm 2010. Địa điểm là ở Universal CityWalk. Đạo diễn là Ray Kay, cùng tham gia với Justin Bieber là Lucadis (phần rap), Villegas (bạn gái của Justin Bieber trong video) cùng một vài người khác. Nó đạt đến hơn 850 triệu lượt xem trên YouTube. Nó là video có nhiều lượt xem nhất cho đến khi bị Gangnam Style vượt qua. Đây là video Youtube có nhiều bình luận nhất (hơn 4,5 triệu), nhiều lượt không thích nhất (hơn 12 triệu) .

## Biểu diễn
Justin đã biểu diễn bài này trên ở MTV 2010, Speak Now, My World Tour,...

## Xếp hạng
| Xếp hạng (2010–2011)                      | Vị trí cao nhất |
| ----------------------------------------- | --------------- |
| Úc (ARIA)                                 | 3               |
| Áo (Ö3 Austria Top 40)                    | 27              |
| Bỉ (Ultratop 50 Flanders)                 | 12              |
| Bỉ (Ultratop 50 Wallonia)                 | 13              |
| Brazil (Crowley Broadcast Analysis)       | 4               |
| Canada (Canadian Hot 100)                 | 3               |
| Canada CHR/Top 40 (Billboard)             | 20              |
| Cộng hòa Séc (Rádio Top 100)              | 20              |
| Đan Mạch (Tracklisten)                    | 13              |
| Châu Âu Hot 100 Singles (Billboard)       | 2               |
| Pháp (SNEP)                               | 1               |
| Đức (GfK)                                 | 22              |
| Hungary (Single Top 40)                   | 9               |
| Ireland (IRMA)                            | 7               |
| Israel (Media Forest)                     | 5               |
| Nhật Bản (Japan Hot 100)                  | 2               |
| Mexico Airplay (Billboard)                | 18              |
| Hà Lan (Dutch Top 40)                     | 23              |
| Hà Lan (Single Top 100)                   | 23              |
| New Zealand (Recorded Music NZ)           | 4               |
| Na Uy (VG-lista)                          | 3               |
| Scotland (OCC)                            | 1               |
| Slovakia (Rádio Top 100)                  | 10              |
| Tây Ban Nha (PROMUSICAE)                  | 34              |
| Thụy Điển (Sverigetopplistan)             | 25              |
| Thụy Sĩ (Schweizer Hitparade)             | 25              |
| Anh Quốc (OCC)                            | 3               |
| Anh Quốc R&B (OCC)                        | 2               |
| Hoa Kỳ Billboard Hot 100                  | 5               |
| Hoa Kỳ Dance/Mix Show Airplay (Billboard) | 24              |
| Hoa Kỳ Hot R&B/Hip-Hop Songs (Billboard)  | 96              |
| Hoa Kỳ Latin Pop Songs (Billboard)        | 31              |
| Hoa Kỳ Pop Airplay (Billboard)            | 16              |
| Hoa Kỳ Rhythmic (Billboard)               | 11              |

| Xếp hạng (2010)                 | Vị trí |
| ------------------------------- | ------ |
| Brazil (Brasil Hot 100 Airplay) | 2      |
| Brazil (Brasil Hot Pop Songs)   | 1      |

| Xếp hạng (2010)                    | Vị trí |
| ---------------------------------- | ------ |
| Úc (ARIA)                          | 35     |
| Bỉ (Ultratop Flanders)             | 56     |
| Bỉ (Ultratop Wallonia)             | 48     |
| Canada (Canadian Hot 100)          | 61     |
| Pháp (SNEP)                        | 4      |
| Nhật Bản (Japan Hot 100)           | 18     |
| New Zealand (Recorded Music NZ)    | 21     |
| Anh Quốc (Official Charts Company) | 47     |
| Hoa Kỳ Billboard Hot 100           | 44     |

## Chứng nhận và doanh số
| Quốc gia | Chứng nhận   | Số đơn vị/doanh số chứng nhận |
| --- | ------------ | ----------------------------- |
| Úc (ARIA) | 4× Bạch kim  | 280.000^                      |
| Bỉ (BEA) | Vàng         | 15.000*                       |
| Canada (Music Canada) | 2× Bạch kim  | 160.000*                      |
| Đan Mạch (IFPI Đan Mạch) | Bạch kim     | 90.000‡                       |
| Ý (FIMI) | Vàng         | 35.000‡                       |
| Nhật Bản (RIAJ) Tải xuống PC | Vàng         | 100.000*                      |
| Nhật Bản (RIAJ) Nhạc chuông thời lượng dài | Vàng         | 100.000*                      |
| New Zealand (RMNZ) | Bạch kim     | 15.000*                       |
| Na Uy (IFPI) | 3× Bạch kim  | 30.000*                       |
| Anh Quốc (BPI) | Bạch kim     | 600.000‡                      |
| Hoa Kỳ (RIAA) | 12× Bạch kim | 3.900.000                     |
| * Chứng nhận dựa theo doanh số tiêu thụ. ^ Chứng nhận dựa theo doanh số nhập hàng. ‡ Chứng nhận dựa theo doanh số tiêu thụ và phát trực tuyến. |              |                               |

## Lịch sử phát hành
| Quốc gia | Ngày                | Định dạng                  |
| -------- | ------------------- | -------------------------- |
| Hoa Kỳ   | 18 tháng 1 năm 2010 | Tải xuống kỹ thuật số      |
| Hoa Kỳ   | 26 tháng 1 năm 2010 | Đài phát thanh chính thống |
| Úc       | 29 tháng 1 năm 2010 | Tải xuống kỹ thuật số      |
| Đức      | 22 tháng 2 năm 2010 | Tải xuống kỹ thuật số      |
| Đức      | 5 tháng 3 năm 2010  | CD single                  |
| Pháp     | 22 tháng 2 năm 2010 | CD single                  |
| Anh Quốc | 7 tháng 3 năm 2010  | Tải xuống kỹ thuật số      |